# امیر (ارتش)

نشان «رستهٔ فرماندهی و ستاد» در ارتش جمهوری اسلامی ایران

امیر بالاترین لقب نظامی در ارتش جمهوری اسلامی ایران است که به نظامیان دارای درجات نظامی بالاتر از سرهنگ که دوره دافوس (دانشگاه فرماندهی و ستاد) را گذرانده باشند، بعد از لقب جناب اعطا می‌شود و معادل این لقب در سپاه پاسداران انقلاب اسلامی، سردار است. این لقب به جای «جناب» (که در مورد درجه سرهنگ و پایین‌تر به کار می‌رود)، شامل دارندگان درجات سرتیپ دوم، سرتیپ، سرلشکر، سپهبد و ارتشبد می‌شود.این لقب در زبان انگلیسی معادل ژنرال می‌باشد.
در فرماندهی انتظامی جمهوری اسلامی ایران نیز لقب امیر به کار می‌رود، مگر این که فرد نظامی از سپاه پاسداران به نیروی انتظامی منتقل شده باشد یا پیش از طرح ادغام نیروهای انتظامی در سال ۱۳۷۰ عضو کمیتهٔ انقلاب اسلامی بوده باشد، که در این صورت به آنان سردار می‌گویند.
تیمسار لقبی احترام‌آمیز بود که فرهنگستان ایران آن را بجای واژه‌های ژنرال، حضرت اجل، والاحضرت و حضرت برگزید. این لقب در ارتش ایران برای دارندگان درجهٔ‌های نظامی سرتیپ دوم و بالاتر از آن به کار می‌رفت. در سال ۱۳۷۸ واژهٔ «امیر» جایگزین تیمسار شد.
| درجه                                 | سرتیپ دوم | سرتیپ | سرلشکر | سپهبد | ارتشبد |
| ارتش جمهوری اسلامی ایران نشان (امیر) |           |       |        |       |        |
| ارتش شاهنشاهی نشان (تیمسار)          |           |       |        |       |        |

نام‌های درجه‌های امرا در ایران (به جز امرای نیروی دریایی) برگرفته از یگان‌های بزرگ نیروی زمینی می‌باشند و از این دید همانند کشورهای فرانسه و ترکیه اند.
| ایران       | فرانسه                   | ترکیه      |
| ----------- | ------------------------ | ---------- |
| ارتشبد      | Général d'armée          | Orgeneral  |
| ارتش میدانی | Armée                    | Ordu       |
| سپهبد       | Général de corps d'armée | Korgeneral |
| سپاه        | Corps d'armée            | Kolordu    |
| سرلشکر      | Général de division      | Tümgeneral |
| لشکر        | Division                 | Tümen      |
| سرتیپ       | Général de brigade       | Tuğgeneral |
| تیپ         | Brigade                  | Tugay      |

درجهٔ «سرتیپ دوم» در سال ۱۳۶۶ ابداع شد. این درجه که پایین‌تر از سرتیپ و بالاتر از سرهنگ است، در دیگر ارتش‌ها معادلی ندارد.